# Veronika (növénynemzetség)
A veronika (Veronica) az ajakosvirágúak (Lamiales) rendjén belül, az útifűfélék (Plantaginaceae) családjának egyik nemzetsége mintegy 250 fajjal, amelyek közül a legismertebb az orvosi veronika (Veronica officinalis). Három korábbi nemzetség (Veronica + Pseudolysimachion + Veronicastrum) összevonásával alakult ki. Korábban a tátogatófélék (Scrophulariaceae) családjába sorolták.

## Származása, elterjedése
A fajok többsége holarktikus; csak néhány él a déli mérsékelt égövben, illetve a trópusok hegyvidékein. Magyarországon mintegy 32 veronikafaj honos, és sok a keverékfaj él, amelyek közül több könnyen összetéveszthető az orvosi veronikával.

## Megjelenése, felépítése
Valamennyi faj lágy szárú; köztük egyévesek és évelők is akadnak. Levelei lehetnek nyelesek vagy nyél nélküliek, a szélük lehet ép vagy fogazott. Alakjuk változatos; többnyire keresztben  átellenesen állnak.
5–15 mm-es virágai kékek, rózsaszínűek vagy fehérek; egyesével vagy fürtszerű virágzatban nyílnak a hajtások csúcsán vagy a levelek hónaljában. A virág 4-5 csészelevele összeforrt; az enyhén zigomorf párta csőre rövid. Az ugyancsak 4-5 kiterülő sziromlevél töve összenőtt. A virágokban két-két porzószálat találunk.

## Életmódja, termőhelye
Az egyes fajok a legkülönbözőbb ökológiai fülkéket lakták be; mocsáriak és kimondottan szárazságtűrők egyaránt akadnak közöttük.

## Rendszertani felosztása
Fajok, alfajok:
- Veronica abyssinica
- Veronica acinifolia
- Veronica acrotheca
- Veronica agrestis
- Veronica alatavica
- Veronica albanica
- Veronica allionii
- Veronica alpina
- Veronica americana
- Veronica amoena
- Veronica anagallidiformis
- póléveronika (Veronica anagallis-aquatica)
- Veronica anagalloides
- Veronica antalyensis
- Veronica aphylla
- Veronica aragonensis
- Veronica arceutobia
- Veronica arenosa
- Veronica arguteserrata
- Veronica armena
- mezei veronika ~ ugari veronika, (Veronica arvensis)
- Veronica aucheri
- osztrák veronika ~  fogaslevelű veronika, (Veronica austriaca)
  - fogaslevelű veronika (Veronica austriaca ssp. teucrium)
- Veronica avromanica
- Veronica aznavourii
- Veronica bachofenii
- Veronica balansae
- Veronica baumgartenii
- deréce veronika ~ ártéri veronika, (Veronica beccabunga)
- Veronica bellidioides
- Veronica biloba
- Veronica bogosensis
- Veronica bombycina
- Veronica borissovae
- Veronica bornmuelleri
- Veronica bozakmanii
- Veronica brownii
- Veronica bucharica
- Veronica bullii
- Veronica bungei
- Veronica caespitosa
- Veronica callitrichoides
- Veronica calycina
- Veronica campylopoda
- Veronica cana
- Veronica capillipes
- Veronica capitata
- Veronica capsellicarpa
- Veronica cardiocarpa
- Veronica catenata
- Veronica caucasica
- Veronica ceratocarpa
- Veronica cetikiana
- ösztörűs veronika (Veronica chamaedrys)
- Veronica chamaepithyoides
- Veronica chartonii
- Veronica chayuensis
- Veronica chinoalpina
- Veronica chionantha
- Veronica ciliata
- Veronica cinerea
- Veronica colchica
- Veronica copelandii
- Veronica cretacea
- Veronica crinata
- Veronica crista-galli
- Veronica cuneifolia
- Veronica cusickii
- Veronica cymbalaria
- Veronica czerniakowskiana
- Veronica dabneyi
- Veronica daranica
- Veronica daurica
- Veronica davisii
- Veronica debilis
- Veronica deltigera
- Veronica densiflora
- Veronica denudata
- Veronica dichrus
- Veronica didyma
- Veronica dillenii
- Veronica donetzica
- Veronica donii
- Veronica elmaliensis
- Veronica emodi
- Veronica erinoides
- Veronica eriogyne
- Veronica euphrasiifolia
- Veronica euxina
- Veronica fargesii
- Veronica farinosa
- Veronica fedtschenkoi
- Veronica filifolia
- Veronica filiformis
- Veronica filipes
- Veronica formosa
- Veronica forrestii
- Veronica fragilis
- Veronica francispetae
- Veronica fridericae
- cserjésedő veronika (Veronica fruticans)
- Veronica fruticulosa
- Veronica fuhsii
- Veronica galathica
- Veronica gaubae
- tárnicslevelű veronika (Veronica gentianoides)
- Veronica glandulosa
- Veronica glauca
- Veronica gorbunovii
- Veronica gracilis
- Veronica grandiflora
- Veronica grisebachii
- borostyánlevelű veronika ~ (repkénylevelű veronika, Veronica hederifolia)
- Veronica henryi
- Veronica hillebrandii
- Veronica himalensis
- Veronica hispidula
- Veronica imerethica
- molyhos veronika ~ szürke veronika (Veronica incana), Pseudolysimachion incanum)
- Veronica intercedens
- Veronica jacquinii
- Veronica japonensis
- Veronica javanica
- Veronica kaiseri
- Veronica kavusica
- Veronica kermisina
- Veronica khorossanica
- Veronica kindlii
- Veronica kopetdaghensis
- Veronica kopgecidiensis
- Veronica kotschyana
- Veronica kurdica
- Veronica laeta
- Veronica lanosa
- Veronica lanuginosa
- Veronica laxa
- Veronica laxissima
- Veronica leiocarpa
- Veronica linariifolia
- Veronica liwanensis
- Veronica loganioides
- hosszúlevelű veronika (Veronica longifolia, ~ Pseudolysimachion longifolium)
- Veronica longipetiolata
- Veronica luetkeana
- Veronica lycica
- Veronica macropoda
- Veronica macrostachya
- Veronica macrostemon
- Veronica macrostemonoides
- Veronica magna
- Veronica mannii
- Veronica maximowicziana
- Veronica mazanderanae
- Veronica media
- Veronica micrantha
- Veronica microcarpa
- Veronica micromera
- Veronica minuta
- Veronica miqueliana
- Veronica mirabilis
- Veronica monantha
- Veronica montana
- Veronica montbretii
- Veronica monticola
- Veronica montioides
- Veronica morrisonicola
- Veronica multifida
- Veronica muratae
- Veronica myrsinoides
- Veronica nevadensis
- Veronica nipponica
- Veronica nivea
- Veronica notabilis
- Veronica nummularia
- görög veronika (Veronica oetaea)
- orvosi veronika (Veronica officinalis)
- Veronica olgensis
- Veronica oligosperma
- Veronica oltensis
- Veronica onoei
- Veronica opaca
- Veronica orientalis
- Veronica paederotae
- Veronica paniculata
- Veronica panormitana
- fésűs veronika (Veronica pectinata)
- Veronica peduncularis
- Veronica peregrina
- perzsa veronika (Veronica persica)
- Veronica petraea
- Veronica pinnata
- Veronica piroliformis
- Veronica plebeia
- Veronica polifolia
- fényes veronika (Veronica polita)
- Veronica polium
- Veronica polozhiae
- Veronica ponae
- Veronica porphyriana
- Veronica praecox
- lecsepült veronika (Veronica prostrata)
- Veronica pusilla
- Veronica quezelii
- Veronica ramosissima
- Veronica rechingeri
- Veronica reidii
- kúszó veronika (Veronica repens)
- Veronica reuterana
- Veronica rhodopaea
- Veronica riae
- Veronica robusta
- Veronica rockii
- Veronica rosea
- Veronica rotunda
- Veronica rubrifolia
- Veronica ruprechtii
- Veronica sachalinensis
- Veronica sajanensis
- Veronica salina
- Veronica samuelssonii
- Veronica saturejoides
- Veronica scardica
- Veronica schistosa
- Veronica schmidtiana
- Veronica scutellata
- Veronica semiglabrata
- Veronica sennenii
- kakukkveronika (Veronica serpyllifolia)
- Veronica siaretensis
- Veronica sibthorpioides
- macskafarkú veronika (Veronica spicata, ~ Pseudolysimachion spicatum)
- Veronica spuria
- Veronica stamatiadae
- Veronica stelleri
- Veronica stewartii
- Veronica stylophora
- Veronica sublobata
- Veronica subsessilis
- Veronica surculosa
- Veronica sutchuenensis
- Veronica syriaca
- Veronica szechuanica
- Veronica taiwanica
- Veronica tauricola
- Veronica teberdensis
- Veronica telephiifolia
- Veronica tenuifolia
- Veronica tenuissima
- gamandor veronika (Veronica teucrium)
- Veronica thessalica
- Veronica thymifolia
- Veronica thymoides
- Veronica tianschanica
- Veronica tibetica
- Veronica trichadena
- Veronica triloba
- ujjaslevelű veronika (Veronica triphyllos)
- Veronica tsinglingensis
- Veronica tumadzhanovii
- Veronica turrilliana
- Veronica umbrosa
- Veronica undulata
- Veronica uralensis
- Veronica urticifolia
- Veronica urumovii
- Veronica vandellioides
- Veronica vanensis
- tavaszi veronika (Veronica verna)
- Veronica violaefolia
- Veronica viscosa
- Veronica wormskjoldii
- Veronica yildirimlii
- Veronica yunnanensis